# 星海広場

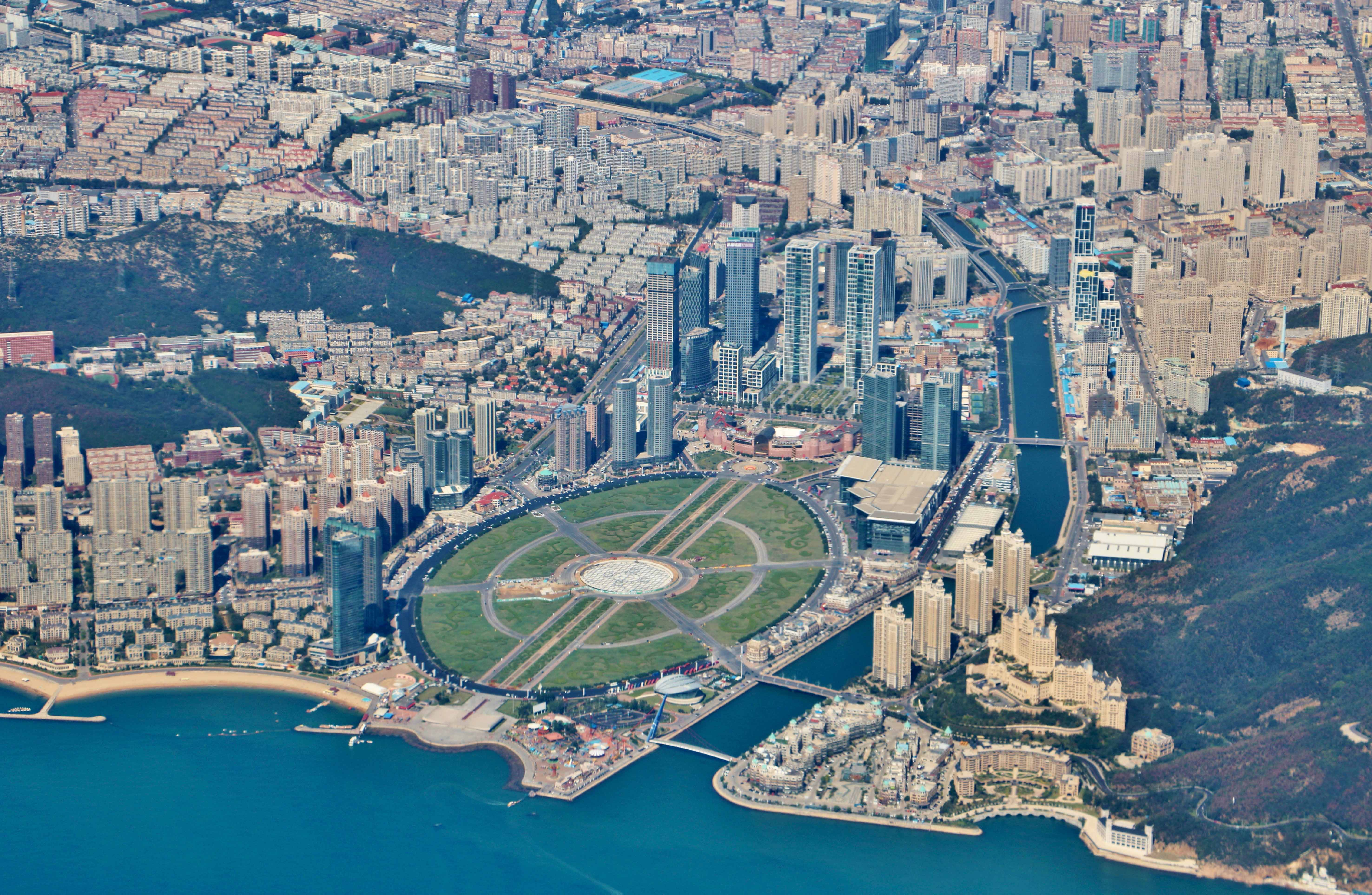
星海広場

星海広場（せいかいひろば,シンハイグァンチャン,星海广场,xīnghǎiguǎngchǎng）は、中国の大連市沙河口区にある広場で総面積110万平方m。広場としては世界最大面積を誇る。中心広場面積は、4.5万平方m。広場内園直径199.9m、外円直径239.9m。円形を中心として放射状に道が伸びており、海に隣接する。

## 概要
星海広場は、1997年6月30日に完成した。星海湾を埋め立て、一時ゴミ捨て場になっていたところに大連市の100年記念として建設された。広場は星海湾を南に臨んで、北側は会議・展示センター（星海国際会展中心）で、広場中央まで500mある。広場の上に高い19.97mの巨大なシンボル塔「漢白玉華表」が建っている。中心の地面は999個の四川紅大理石を敷いて、干支、24節気と12の生まれ年が刻んである。周囲は大きな芝生の緑地で、音楽が流れる大規模な噴水がある。また、1000人の人の踏み出す足跡の浮き彫りが刻んである。遊園地もあり、最近は広場の西側に大連世界博覧広場(会展中心二期)とレストラン街も建設された。広場は夜はライトアップされる。近年、周囲は高級マンションが立ち並んでいる。

## 星海広場周辺風景

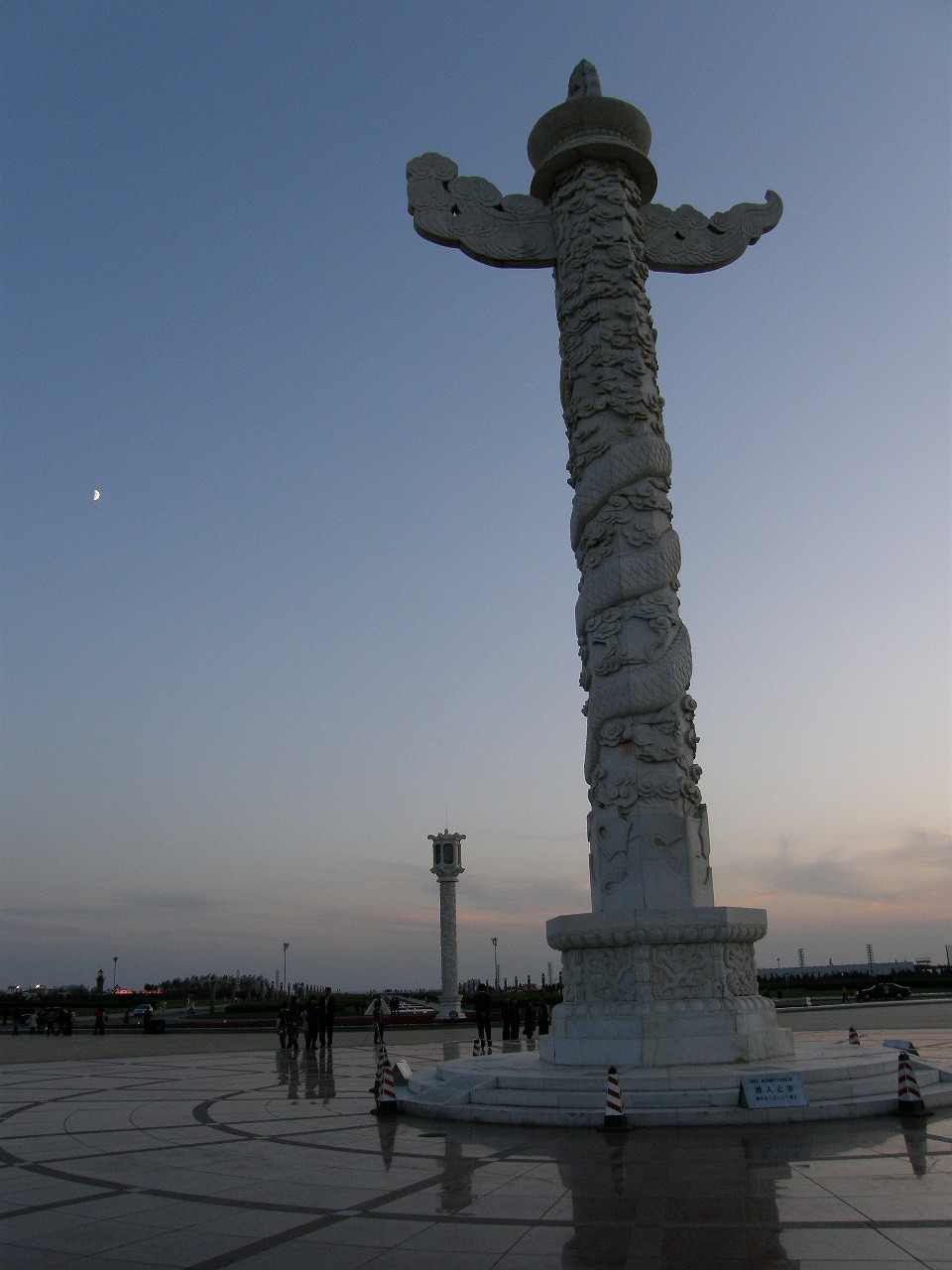
広場中央に立つ漢白玉華表（2016年8月に取り壊された）
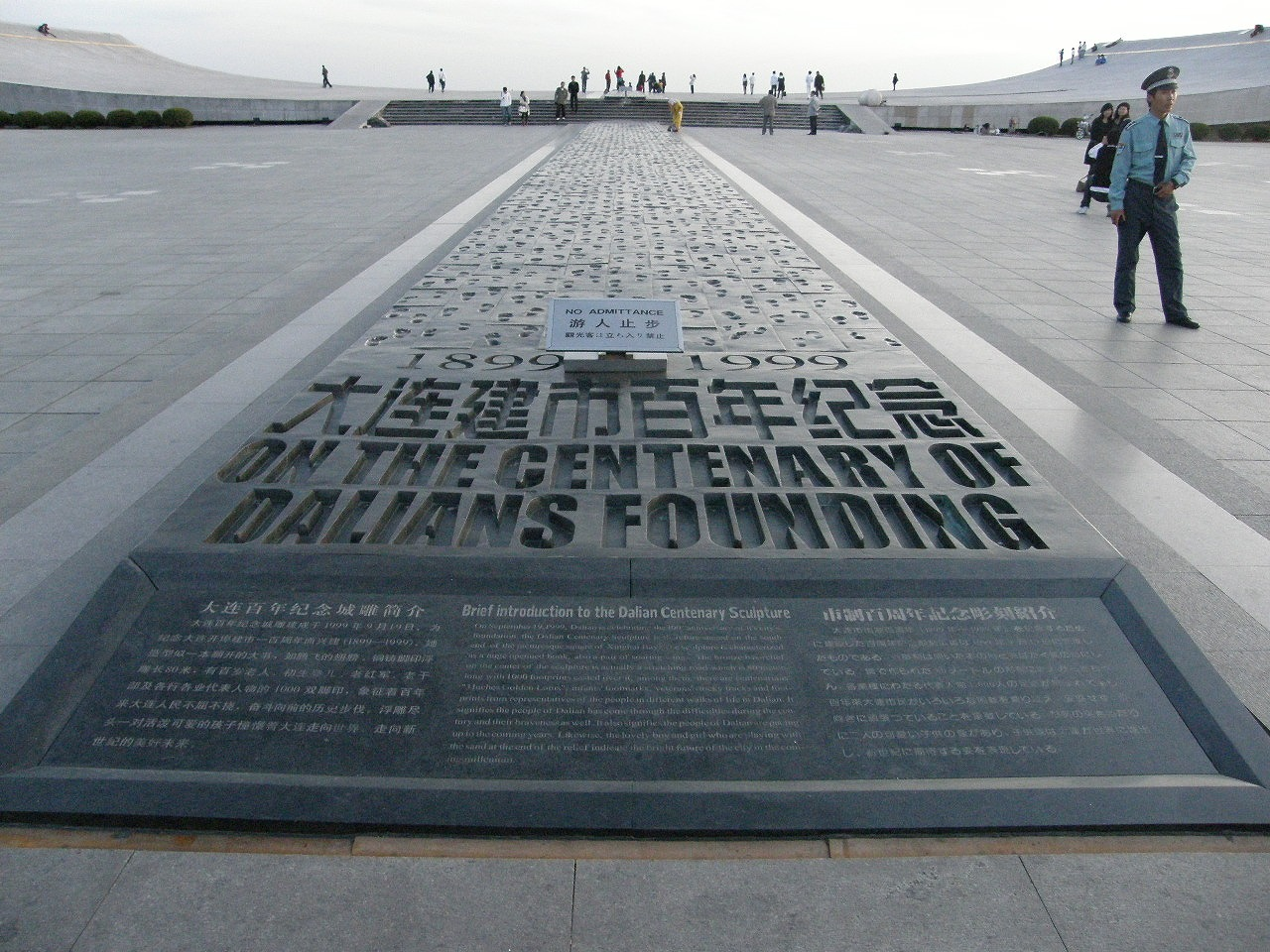
100年記念の碑
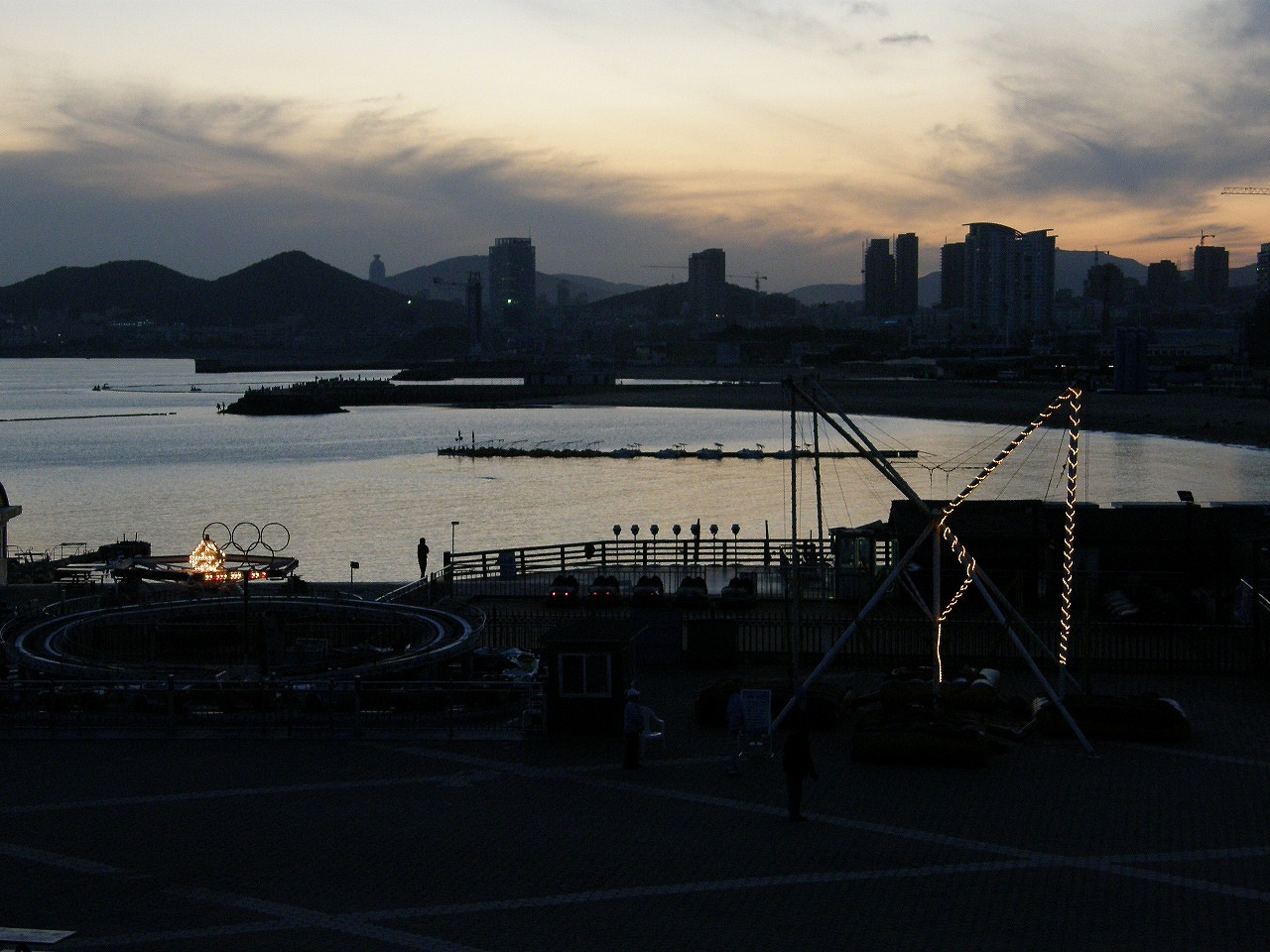
星海広場は海に隣接する
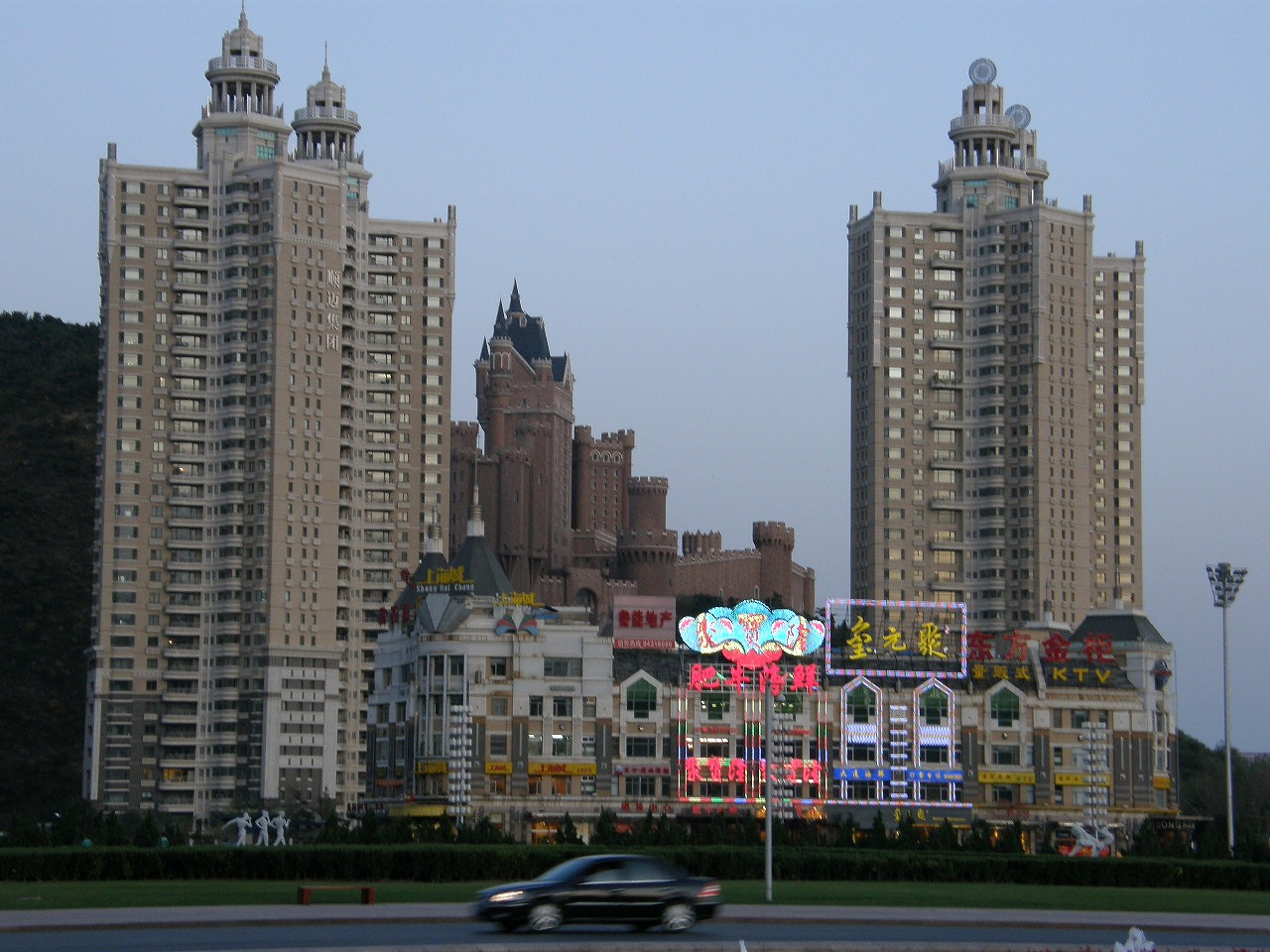
星海広場東側
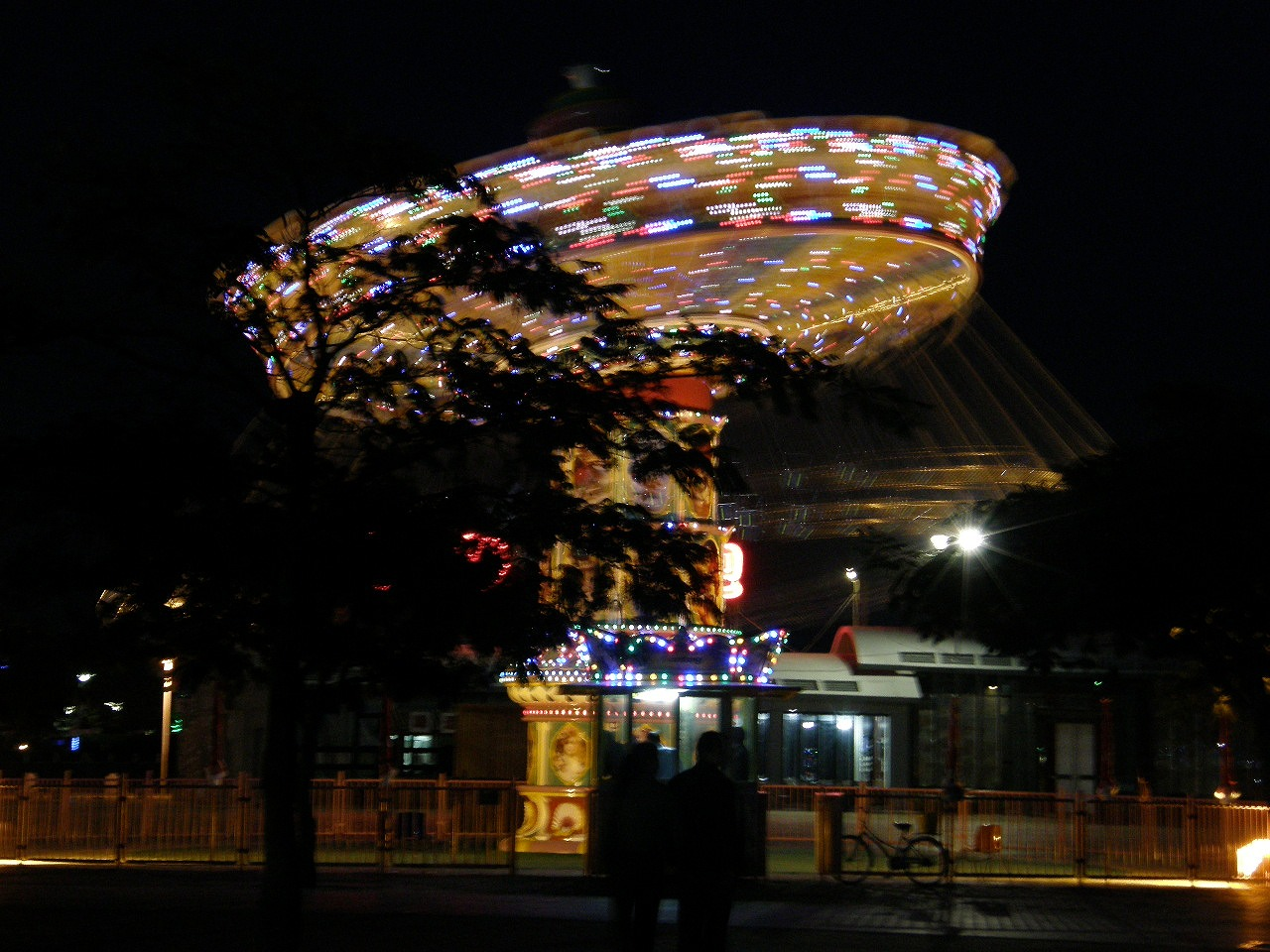
公園の回転ブランコ
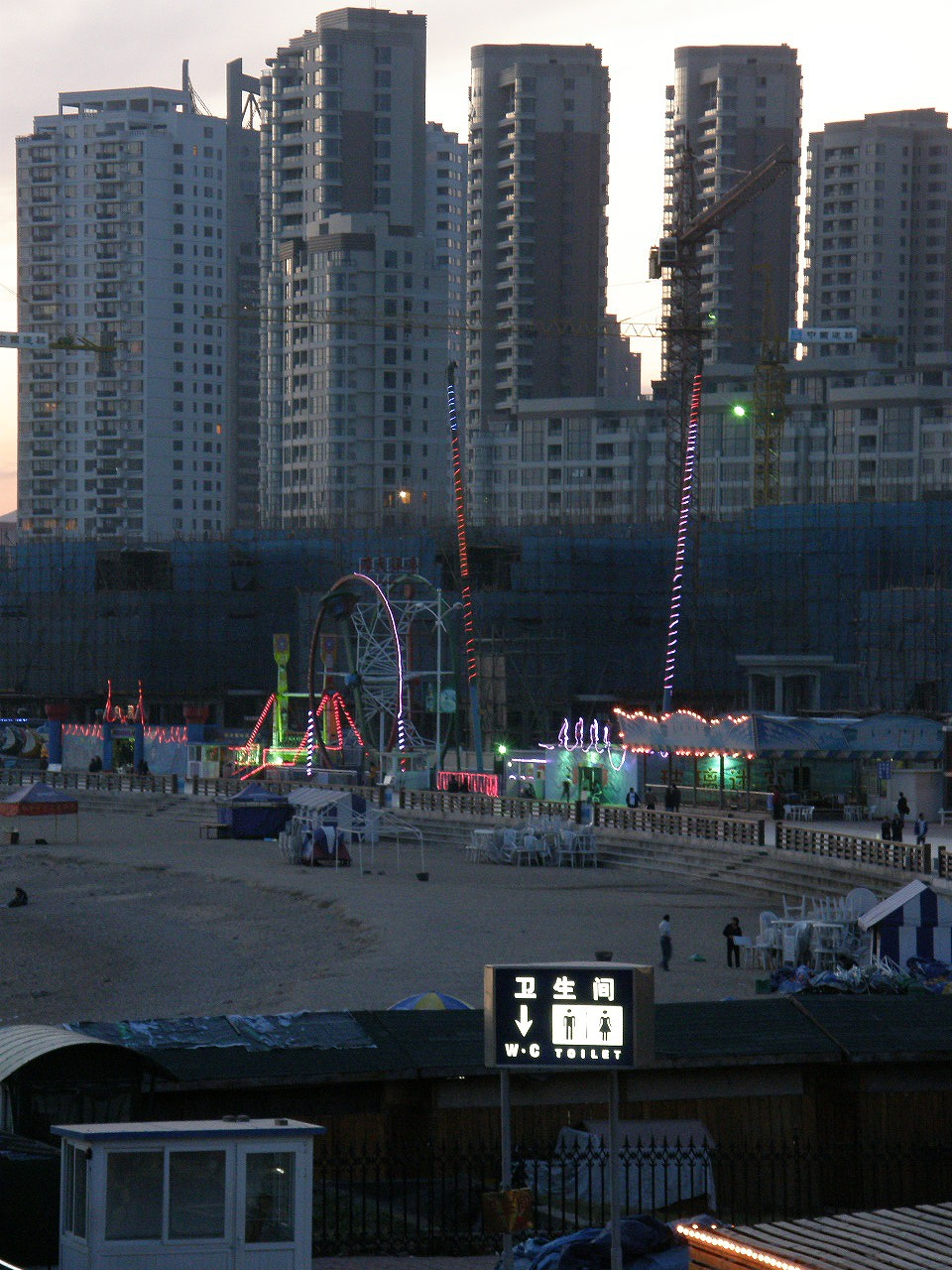
星海広場周辺には多くのマンションが建設中

## 参照項目
- 星海公園
- 星海湾海上大橋